# Òxid d'argent(I)
L'òxid d'argent(I) és un compost químic iònic constituït per cations argent(1+), {\displaystyle {\ce {Ag^+}}}, i anions òxid, {\displaystyle {\ce {O^2-}}}, de fórmula {\displaystyle {\ce {Ag2O}}}. És un sòlid de color marró fosc o negre que s'utilitza en síntesi orgànica com a catalitzador i oxidant i com càtode en piles de botó.

## Preparació
L'òxid d'argent(I) es pot preparar fàcilment combinant solucions aquoses de nitrat d'argent, {\displaystyle {\ce {AgNO3}}} i hidròxid d'algun metall alcalí:
{\displaystyle {\ce {2Ag^+ + 2OH^- -> 2AgOH <=> Ag2O + H2O}}}

## Propietats
L'òxid d'argent(I) és poc soluble en aigua, només 0,2 mmol/L a 25 °C. La dissolució té caràcter bàsic a causa de la presència de l'hidròxid d'argent, {\displaystyle {\ce {AgOH}}}, que és una base forta, i absorbeix diòxid de carboni de l'aire donant carbonat d'argent, {\displaystyle {\ce {Ag2CO3}}}. Si s'escalfa fins a 160 °C a pressió atmosfèrica es descompon completament en els seus elements:
{\displaystyle {\ce {2Ag2O <=> 4Ag + O2}}}

## Aplicacions

L'{\displaystyle {\ce {Ag2O}}} s'empra en química orgànica com oxidant d'aldehids a àcid carboxílics. També s'empra com a catalitzador en alguna reacció com la síntesi de Williamson d'èters.

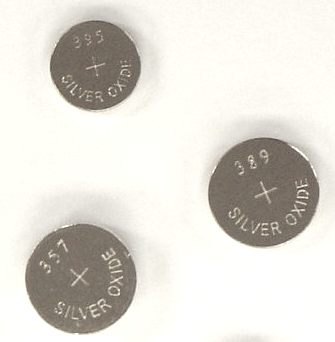
Bateries de botó d'òxid d'argent(I)/zinc

S'utilitza en les bateries d'òxid d'argent(I)-zinc de botó simbolitzades amb la lletra "S". L'òxid d'argent(I) es fa servir com a elèctrode positiu (càtode) i el zinc com elèctrode negatiu (ànode). L'electròlit és hidròxid de sodi o hidròxid de potassi. En el càtode es produeix la reducció de l'{\displaystyle {\ce {Ag(1+)}}} a argents metàl·lic, {\displaystyle {\ce {Ag}}}; mentre que el zinc, {\displaystyle {\ce {Zn}}}, s'oxida a zinc(2+), {\displaystyle {\ce {Zn^2+}}}. El voltatge nominal és d'1,55 V. La reacció redox que té lloc és:
{\displaystyle {\ce {Ag2O + Zn -> 2Ag + ZnO}}}
L'òxid d'argent(I) també té propietats antimicrobianes degut a la reactivitat dels cations argent(1+) amb una àmplia varietat de grups funcionals donadors d'electrons que abunden en les macromolècules dels microbis, els quals en reaccionar amb l'argent(1+) queden desactivats. El fet que hi hagi bacteris que s'han fet resistents als antibiòtics han fet recuperar l'òxid d'argent(I), altres sals d'argent i l'argent metàl·lics com a antimicrobians.